# Бен Рівз
Бен Рівз (англ. Ben Reeves; нар. 19 листопада 1991, Вервуд) — англійський і північноірландський футболіст, півзахисник клубу «Мілтон-Кінс Донс» і національної збірної Північної Ірландії.

## Клубна кар'єра
Народився 19 листопада 1991 року в англійському місті Вервуд. Вихованець футбольної академії клубу «Саутгемптон». Починав грати на позиції лівого захисника, згодом був переведений до півзахисту. З 2011 року почав потрапляти до заявки на ігри основної команди «Саутгемптона», проте з'являвся на полі у її складі лише епізодично. 
У 2012 році віддавався в оренду до нижчолігового «Дагенем енд Редбрідж», а в 2013 до «Саутенд Юнайтед».
Влітку 2013 року гравець, що не входив у плани тренерського штабу «Саутгемптона», перейшов до клубу Футбольної ліги «Мілтон-Кінс Донс», з яким уклав однорічний контракт, що згодом було подовжено.

## Виступи за збірну
Оскільки дідусь і бабуся народженого в Англії гравця походили з Північної Ірландії, 2014 року він отримав запрошення до лав збірної Північної Ірландії і 14 жовтня того ж року дебютував у її складі, вийшовши на заміну у грі відбору до Євро-2016 проти збірної Греції.
У травні 2016 був включений до попередньої розширеної заявки збірної для участі у фінальній частині чемпіонату Європи 2016 року.